# Blanca Margarita de Valois
Blanca Margarita de Valois (AFI:[], nombre alternativo Blanche de Valois, 1316 - Praga, 1 de agosto de 1348). Hija de Carlos de Valois y de su tercera esposa Mahaut de Châtillon-Saint Pol. Sus abuelos paternos eran Felipe III de Francia e Isabel de Aragón. Sus abuelos maternos eran Guy IV, conde de San Pol, y María de Dreux. Fue la primera esposa de Carlos IV de Luxemburgo y su reina consorte.

## Matrimonio
Blanca se casó con Carlos IV de Luxemburgo en mayo de 1329. Su esposo era el hijo mayor de Juan I de Bohemia e Isabel I de Bohemia. Tanto la novia como el novio tenían trece años cuando contrajeron matrimonio. 
De su unión nacieron dos hijas:
- Margarita de Luxemburgo (1335-1349), casada con Luis I de Hungría.
- Catalina de Bohemia (19 de agosto de 1342 - 26 de abril de 1395), quien contrajo matrimonio primero con Rodolfo IV de Austria y luego con Otón V de Baviera.

El 11 de julio de 1346, Carlos fue elegido rey de Romanos en oposición de Luis IV de Baviera. Su elección fue apoyada por el Papa Clemente VI, quien tenía conflictos con Luis. Carlos fue considerado por un amplio sector como un títere papal ("rex por clericorum", como Guillermo de Ockham lo llamó). Si bien el conflicto continuó en Alemania, su suegro Juan I de Bohemia pactó una alianza con Felipe VI de Francia; este resultó muerto en la Batalla de Crécy el 26 de agosto de 1346. Carlos escapó del campo de batalla relativamente ileso y se hizo con el Reino de Bohemia, y Blanca se convirtió en su reina consorte. 
El 11 de octubre de 1347, Luis IV murió de repente y Carlos recibió el reconocimiento como rey de Alemania. Blanca murió antes de que su esposo Carlos fuera coronado como el indiscutible gobernante de Alemania el 1 de agosto de 1348.
| Blanca Margarita de Valois | Padre: Carlos de Valois              | Abuelo Paterno: Felipe III de Francia    | Bisabuelo Paterno: Luis IX de Francia        |
| Blanca Margarita de Valois | Padre: Carlos de Valois              | Abuelo Paterno: Felipe III de Francia    | Bisabuela Paterna: Margarita de Provenza     |
| Blanca Margarita de Valois | Padre: Carlos de Valois              | Abuela Paterna: Isabel de Aragón         | Bisabuelo Paterno: Jaime I de Aragón         |
| Blanca Margarita de Valois | Padre: Carlos de Valois              | Abuela Paterna: Isabel de Aragón         | Bisabuela Paterna: Violante de Hungría       |
| Blanca Margarita de Valois | Madre: Mahaut de Châtillon-Saint Pol | Abuelo Materno: Guy IV, conde de San Pol | Bisabuelo Materno: Guy III, conde de San Pol |
| Blanca Margarita de Valois | Madre: Mahaut de Châtillon-Saint Pol | Abuelo Materno: Guy IV, conde de San Pol | Bisabuela Materna: Matilda de Brabante       |
| Blanca Margarita de Valois | Madre: Mahaut de Châtillon-Saint Pol | Abuela Materna: María de Dreux           | Bisabuelo Materno: Juan II de Bretaña        |
| Blanca Margarita de Valois | Madre: Mahaut de Châtillon-Saint Pol | Abuela Materna: María de Dreux           | Bisabuela Materna: Beatriz de Inglaterra     |